# ジャマイカサッカー連盟
ジャマイカサッカー連盟（ジャマイカサッカーれんめい、英: Jamaica Football Federation）は、ジャマイカのサッカー連盟である。1910年に設立された。国際サッカー連盟（FIFA）には1962年に、北中米カリブ海サッカー連盟（Concacaf）には1965年に加入している。

## 主な運営・組織
- ジャマイカン・ナショナルプレミアリーグ
- サッカージャマイカ代表
- サッカージャマイカ女子代表